# Brauerei Schimpfle
Die Brauerei Schimpfle ist eine Brauerei in Gessertshausen in Bayern.

## Geschichte

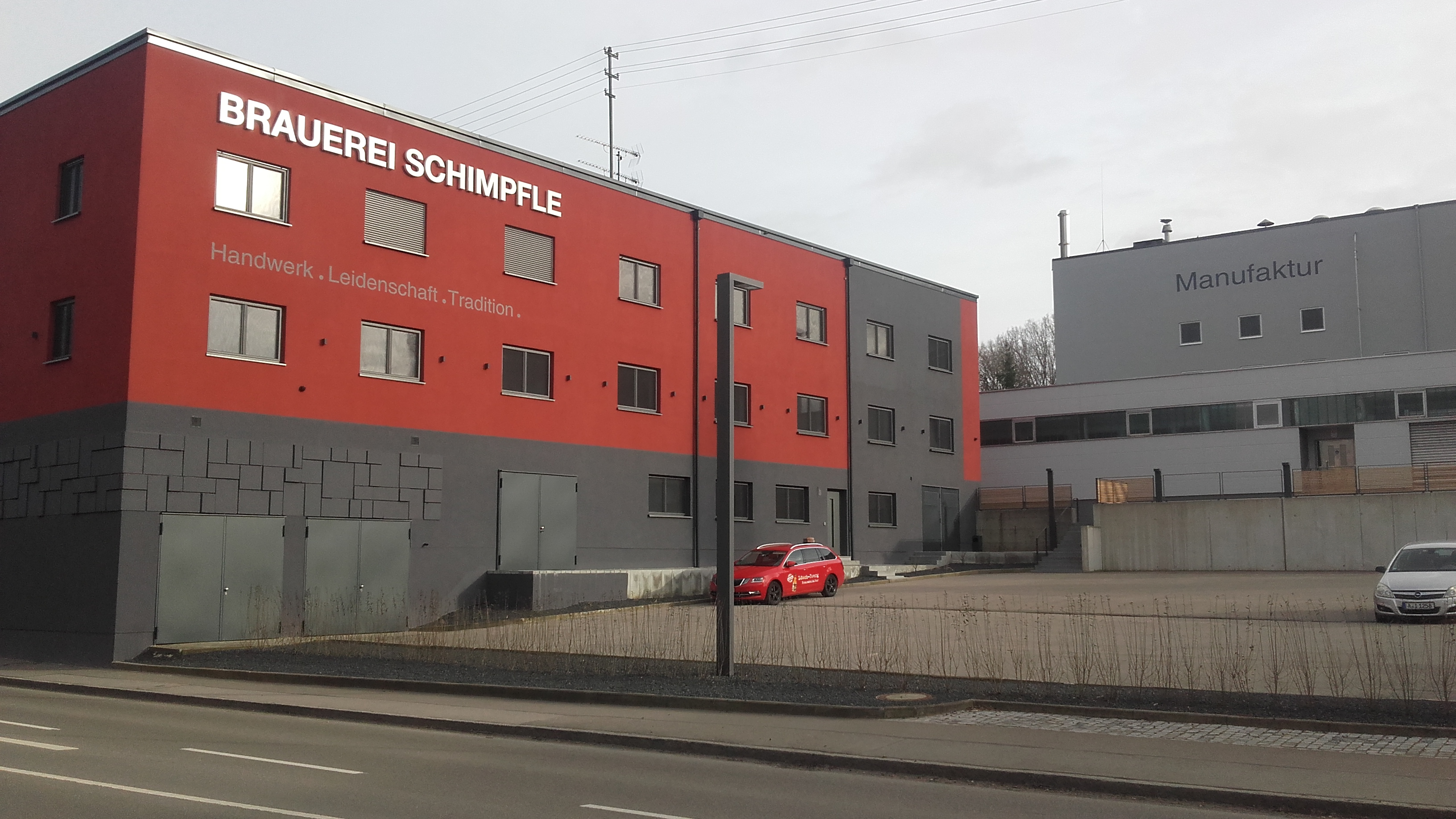
Brauerei Schimpfle in Gessertshausen

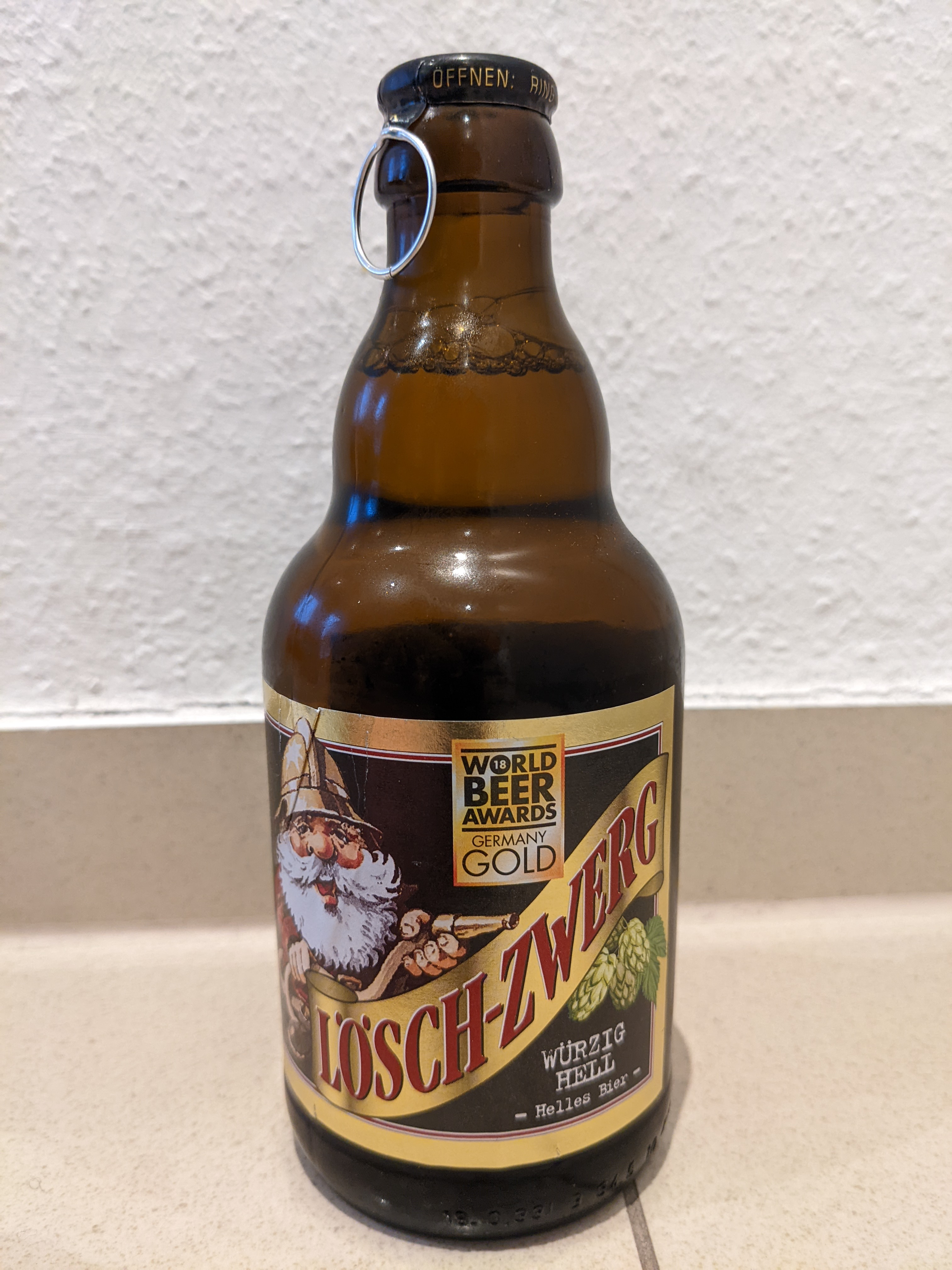
Lösch-Zwerg Würzig Hell

Im Jahre 1864 kaufte Mathias Schimpfle ein Gasthaus mit Braurecht in Gessertshausen. Thomas Schimpfle übernahm als Braumeister 1998 mit 22 Jahren den Familienbetrieb und entwickelte seine eigene Biermarke „Lösch-Zwerg“, ein handwerklich hergestelltes Bier, das in 0,3-Liter-Flaschen abgefüllt wird. Die Biere werden nicht im Schnellbrauverfahren produziert, sondern in traditioneller offener Bottich-Gärung. 2009 wurden fast 29 000 Hektoliter gebraut. Die Marke „Lösch-Zwerg“ wird bayernweit und auch in Baden-Württemberg, Chemnitz, Leipzig und Berlin vertrieben.
Die Brauerei beschäftigt rund 50 Mitarbeiter (Stand 2020). Neben Bieren wird auch ein Radler und ein Mineralwasser hergestellt. Der Gesamtjahresausstoß an Getränken beträgt nach eigenen Angaben 120.000 Hektoliter.